# Рамон Енсинас
Рамон Енсинас (на испански: Ramón Encinas) е испански футболен треньор. Застава начело на Реал Мадрид за 2 години – от септември 1943 до май 1945 г.